# Macromitrium krausei
Macromitrium krausei là một loài rêu trong họ Orthotrichaceae. Loài này được Lorentz mô tả khoa học đầu tiên năm 1866.